# Języki timor-babar
Języki timor-babar – grupa języków austronezyjskich używanych na wyspie Timor oraz w indonezyjskiej prowincji Moluki. Obejmuje ok. 37 języków. Funkcjonują w granicach Indonezji i Timoru Wschodniego.

## Klasyfikacja[1]
języki austronezyjskie
języki malajsko-polinezyjskie
grupa centralno-wschodnia
grupa centralna
języki timor-babar (37)
języki timorskie właściwe (24)
galolen [gal]
habun [hbu]
helong [heg]
idaté [idt]
kairui-midiki [krd]
kemak [kem]
lakalei [lka]
makuva [lva]
mambae [mgm]
nauete [nxa]
tetun [tet]
tukudede [tkd]
waima’a [wmh]
welaun [wlh]
języki rote (7)
bilba [bpz]
dela-oenale [row]
dengka [dnk]
lole [llg]
rikou [rgu]
termanu [twu]
tii [txq]
języki uab meto (3)
amarasi [aaz]
baikeno [bkx]
uab meto [aoz]
języki południowo-zachodniomolukańskie (13)
język damar wschodni (1)
damar wschodni [dmr]
języki kisar-roma (2)
kisar [kje]
roma [rmm]
języki luang (2)
leti [lti]
luang [lex]
języki teun-nila-serua (3)
języki nila-serua (2)
nila [nil]
serua [srw]
języki teun (1)
te’un [tve]
języki wetar (5)
aputai [apx]
atauran [adb]
ili’uun [ilu]
perai [wet]
tugun [tzn]
Ethnologue w ramach odrębnej grupy babar wyróżnia następujące języki: babar północny, dai, dawera-daweloor, babar południowo-wschodni, masela centralny, masela wschodni, masela zachodni, serili, imroing, tela-masbuar. Glottolog (4.6) umieszcza wszystkie te języki w ramach jednej grupy timor-babar. Tam też zakwalifikowano dwa języki południowotanimbarskie (seluwasan i selaru).